# Policijski pihalni orkester
Policijski orkester je pihalni orkester slovenske Policije, ki je bil ustanovljen poleti 1948 na podlagi prizadevanj takratne slovenske vlade in tej ideji naklonjenih posameznikov, da bi Slovenija imela svoj reprezentativni pihalni orkester za igranje na praznovanjih, obletnicah, proslavah, promenadnih in celovečernih koncertih...
Takrat se je orkester imenoval Godba ljudske milice.
Orkester je trenutno nastanjen v Galetovem gradu na Vodnikovi 43 v Šiški (Ljubljana).

## Zgodovina
V Šiški se je pod vodstvom Vinka Štrucla starejšega zbralo 20 godbenikov miličnikov iz vse Slovenije z različnim glasbenim predznanjem in izkušnjami.
Pionirsko delo prvega dirigenta je bilo jeseni istega leta zaupano Rudolfu Stariču, ki je v šestnajstih letih vodenja takratne godbe postavil trdne temelje za njen nadaljnji razvoj in razvoj vizij njegovih naslednikov: Jožeta Hriberška, Vinka Štrucla ml., Franca Gornika, Milivoja Šurbka in Franca Rizmala.
Godba je nenehno rasla, tako številčno kot kakovostno, in kmalu prerasla v simfonični pihalni orkester, ki danes šteje 60 članov, od katerih jih ima večina visokošolsko glasbeno izobrazbo. Z delom vseh v orkestru ter drugih delavcev v Policiji in privržencev orkestra sta je rodila bogata tradicija in sloves Policijskega orkestra kot vrhunskega pihalnega orkestra, tako doma kot v tujini.
V skladu z namenom ustanovitve in razvojem je po osamosvojitvi samoumevno sledila obveznost sodelovanja na državnih protokolarnih prireditvah, zato ga je slovenska vlada leta 1994 tudi imenovala za uradni protokolarni orkester Republike Slovenije.
Orkester izvaja vse zvrsti glasbe, od originalnih del in priredb klasične glasbe do opere, operete, baletne glasbe in jazza.
Sloves in kakovost orkestra sta spodbudila številne slovenske skladatelje, da so zanj napisali vrsto skladb in priredb.
Orkester zadnji dve leti snema za Nizozemsko glasbeno založbo De Haske.
Poleg državnih protokolarnih obveznosti prireja koncerte ter druge nastope za Policijo in Ministrstvo za notranje zadeve.
S svojim delovanjem orkester povezuje slovensko policijo in državljane, sodeluje s kulturnimi institucijami doma in v tujini, s priznanimi tujimi in domačimi dirigenti , solisti in zbori.
Tako so v zadnjih letih s Policijskim orkestrom sodelovali dirigenti in skladatelji Jacob de Haan iz Nizozemske, dr. Alfred Reed iz ZDA, Manfred Schneider iz Nemčije, mag. Franz Peter Cibulka iz Avstrije, Johan de Meij iz Nizozemske, Thomas Doss iz Avstrije, Roger Bourtz iz Francije, Johann Mösenbichler iz Avstrije in Peter Kleine Schaars iz Nizozemske.
Policijski orkester je zelo uspešno gostoval v Makedoniji, Švici, Nemčiji, Italiji, Avstriji, Madžarski in Angliji.
V letu 2003 je 55-letnico obstoja praznoval s koncertom v Cankarjevem domu, kjer vsako leto priredi tudi božično-novoletni koncert.

## Izbrana diskografija
- Godba Milice − Pozdrav Ljubljane, dirigent Jože Hriberšek (COBISS) (videokaseta, Godba Milice, 1964)
- Godba Milice − Partizanske koračnice (COBISS) (plošča, Helidon, 1968)
- Partizanski invalidski pevski zbor in Godba Milice − Pesem o svobodi, dirigent Radovan Gobec (COBISS) (plošča, Helidon, 1972)
- Mladinski zbor RTV Ljubljana, Zbor Slovenske filharmonije, Partizanski invalidski pevski zbor, Godba Milice − Tito med nami, dirigent Radovan Gobec (COBISS) (plošča, Dopisna delavska univerza, 1972)
- Simfonijski orkestar RTB, Orkester Milice, Reprezentativni orkestar JNA, Zabavni orkestar RTB, Veliki narodni orkestar RTB, Partizanski invalidski pevski zbor − Partizane naše, dirigent Radovan Gobec (COBISS) (plošča, RTV Beograd, 1974)
- Godba Milice − Domovina naša je svobodna, dirigent Miha Gunzek (COBISS) (COBISS) (plošča in kaseta, RTV Ljubljana, 1975, 1979)
- Godba Milice − Original Laibacher Blasmusik, dirigent Jože Hriberšek (COBISS) (plošča, RCA Victor, 1975)
- Partizanski invalidski pevski zbor, Godba Milice − Partizanske pesmi in koračnice, dirigent Jože Hriberšek (COBISS) (kaseta, RTV Ljubljana, 1975)
- Godba Milice − Za plesalce valčkov in polk, dirigent Jože Hriberšek (COBISS) (plošča, Jugoton, 1975)
- Partizanski pevski zbor, Godba Milice − Himne, svečane pesmi, žalostinke, dirigent Radovan Gobec (COBISS) (plošča, Helidon, 1977)
- Partizanski pevski zbor, Godba Milice − Solidarni bomo vedno, dirigent Radovan Gobec (COBISS) (plošča, Helidon, 1978)
- Partizanski pevski zbor in Godba Milice − Zaplovi pesem borb in zmag: ob 40-letnici vstaje, dirigent Radovan Gobec (COBISS) (plošča, Helidon, 1981)
- Godba Milice, Pihalni orkester Francija Puharja, Delavska pihalna godba Trbovlje, Plesni orkester RTV Ljubljana, Delavski pihalni orkester Zagorje ob Savi, Rudarska godba Titovo Velenje, Pihalni orkester ravenskih železarjev − Slovenske koračnice, dirigenti Vinko Štrucl, Mihael Gunzek, Franc Gornik, Jože Privšek, Alojz Lipovnik,  (COBISS) (kaseta, RTV Ljubljana, 1986)
- Godba Milice − 40 let, dirigent Franc Gornik (COBISS) (kaseta, RTV Ljubljana, 1988)
- Komorni zbor RTV Ljubljana, Godba Milice, Simfonični orkester RTV Ljubljana − Zdravljica, dirigent Vinko Štrucl (COBISS) (kaseta, RTV Ljubljana, 1989)
- Orkester Slovenske filharmonije, Trobila Orkestra Slovenske policije, Mladinski pevski zbor RTV Slovenija, Hubert Bergant, Ljubljanski oktet, Orkester Slovenske policije, Komorni zbor RTV Slovenija, Slovenski komorni zbor, Mešani pevski zbor Consortium musicum − Himna Republike Slovenije Zdravljica, dirigenta Milivoj Šurbek in Bojan Adamič (COBISS) (kaseta, Grafoton, 1994)
- Orkester Slovenske policije − Orkester Slovenske policije, dirigent Milivoj Šurbek (COBISS) (CD, Royal Music Company, 1994)
- Partizanski pevski zbor, Godba Milice − Bella ciao: partizanske pesmi narodov sveta, dirigent Radovan Gobec (COBISS) (CD, Helidon, 1998)
- Partizanski invalidski pevski zbor, Godba Milice − Hej brigade: slovenske partizanske pesmi in koračnice, dirigent Radovan Gobec (COBISS) (COBISS) (CD, Helidon, 1998)
- Komorni zbor RTV Ljubljana, Simfoniki RTV Slovenija, Godba Milice − Zdravljica, dirigent Vinko Štrucl (COBISS) (CD, RTV Slovenija, 1998)
- Policijski orkester – 1948–1998: 50 let, dirigent Milivoj Šurbek (COBISS) (CD, RTV Slovenija, 1998)
- Fantje z vseh vetrov, Pihalni orkester Slovenske policije, Ansambel Ekart, Tržaški narodni ansambel, Ansambel Rž, Bratje iz Oplotnice, Ptujski instrumentalni ansambel s pevci, Ansambel Rudija Bardorferja, Ansambel Franca Korbarja, Ansambel Trim, Trio Franca Flereta, Ansambel Franca Zemeta, Anita Zore in Rudi Trojner, Ansambel Slovenija, Ansambel Dobri znanci, Ansambel Štirje kovači, Ansambel Zrelo klasje, Ansambel Tineta Stareta, Podkrajski fantje, Primorski fantje, Ansambel Taims, Ansambel Ivana Ruparja, Edvin Fliser, Štajerskih 7, Vitezi polk in valčkov − Spomini na Ptuj, dirigenti Bojan Adamič, Jože Privšek in Vinko Štrucl (COBISS) (COBISS) (kaseta in CD, RTV Slovenija, 1999)
- Pihalni orkester Slovenske policije, Gašperji, Walter Scholz, New Swing Quartet, Vincent, Ruperti Express, Glasbena šola Avsenik, Takeo Ischi, Ansambel Grege Avsenika, Slavko Avsenik, Gašperji, Marjana Mlinar in Matjaž Mrak, Ansambel bratov Avsenik, Simfonični orkester RTV Slovenija, Romana Kranjčan in Domžalčki, Renata Smolnikar, Slavko Avsenik ml. − Slavko Avsenik: 70 let, dirigent Franci Podlipnik (COBISS) (COBISS) (videokaseta in DVD, RTV Slovenija, 2000, 2003)
- Štajerskih 7, Orkester Slovenske policije − 20 let uspehov: Štajerskih 7, dirigent Alojz Krajnčan (COBISS) (CD, RTV Slovenija, 2005)
- Štajerskih 7, Orkester Slovenske policije, Nuša Derenda, Alenka Godec, Rebeka Radovan, Denis Novato − Štajerskih 7: 20 let, Jubilejni koncert z gosti, dirigent Lojze Krajnčan (COBISS) (DVD, RTV Slovenija, 2005)
- Policijski orkester – Božično-novoletni koncert: v živo, dirigent Milivoj Šurbek (COBISS) (CD, RTV Slovenija, 2005)
- Partizanski invalidski pevski zbor, Godba Milice − Hej brigade: partizanske pesmi in koračnice, dirigent Radovan Gobec (COBISS) (CD, Helidon, 2006)
- The Band of the Drava Divisional Authority, Slovenian Armed Forces Band, Yugoslavian Armed Forces Band, Wind Orchestra of Ravne Steelworkers, The Police Orchestra, Wind Orchestra of Velenje Miners, Vevče Paperworks Brass Orchestra, Wind Orchestra of Ljubljana Music Academy, Wind Orchestra Koper, Wind Orchestra Logatec, Krka Wind Orchestra, Trbovlje Workers' Band – Slovenian Wind Orchestra Music: Works of Slovene composers, performed by Slovenian Wind Orchestras, dirigenti Josip Čerin, Andreja Šolar, Jože Brun, Lojze Lipovnik, Vinko Štrucl, Ivan Marin, Marjan Stropnik, Milivoj Šurbek, Darij Pobega, Marjan Grdadolnik, Miro Saje in Alojz Zupan (COBISS) (CD, JSKD, 2006)
- Orkester Slovenske policije − Orkester Slovenske policije, dirigent Milivoj Šurbek (COBISS) (CD, RTV Slovenija, 2006)
- Policijski orkester – 60 let: Najlepše slovenske popevke s solisti Alenko Godec, Nušo Derenda, Nuško Drašček in Matjažem Mrakom, dirigent Tomaž Kmetič (COBISS) (CD, Policijski orkester, 2008)
- Štajerskih 7, Ansambel Dori, Oto Pestner, Orkester Slovenske policije, Rebeka Radovan, Razpotniki, Trio Roberta Smolnikarja, Ema Prodnik, Matjaž Mrak, Laufarji, Denis Novato, Ivan Hudnik − Moje najlepše melodije: Robert Smolnikar, (COBISS) (CD, Zlati zvoki, 2009)
- Simfonični orkester RTV Slovenija, Godba Milice, Komorni zbor RTV Ljubljana, Mešani komorni zbor − Zdravljica: slovenska himna (COBISS) (CD, RTV Slovenija, 2009)
- Plesni orkester Radia Ljubljana, Revijski orkester Radia Ljubljana, Zabavni orkester Radia Ljubljana, Simfonični orkester RTV Slovenija, Big Band RTV Slovenija, Revijski orkester RTV Slovenija, Orkester Slovenske policije, Ansambel Bojana Adamiča − Bojan Adamič: mojster za vse čase, dirigent Milivoj Šurbek (COBISS) (CD, RTV Slovenija, 2012)
- Simfonični orkester RTV Slovenija, Godba Milice, Komorni zbor RTV Slovenija − Himna Republike Slovenije, dirigent Vinko Štrucl (COBISS) (CD, RTV Slovenija, 2013)